# Idaea tauricola
Idaea tauricola är en fjärilsart som beskrevs av Eugen Wehrli 1934. Idaea tauricola ingår i släktet Idaea och familjen mätare. Inga underarter finns listade i Catalogue of Life.